# Аллегрен, Кристоф Габриэль
Кристоф Габриэль Аллегрен, Аллегри (фр. Christophe Gabriel Allegrain; 11 октября 1710, Париж — 17 апреля 1795, там же) — французский скульптор и живописец. Наряду с Эдме Бушардоном и Этьеном Морисом Фальконе «представитель камерного, идиллического течения стиля позднего рококо, переходящего в неоклассицизм».
Парижский учитель выдающегося скульптора русского классицизма Феодосия Фёдоровича Щедрина.

## Биография
Кристоф Габриэль происходил из большой художественной семьи; он был внуком французского живописца-пейзажиста и гравёра Этьенна Аллегрена (1644—1736) и сыном Габриэля Аллегрена (ок. 1680—1733), живописца-пейзажиста, члена Королевской Академии живописи и скульптуры. Кристоф-Габриэль Аллегрен также — зять и сотрудник скульптора Жана-Батиста Пигаля. Он был королевским скульптором, ректором и деканом Королевской академии.
В 1748 году Кристоф Габриэль Аллегрен был принят кандидатом в Королевскую Академию живописи и скульптуры, а в 1751 году за представленную работу — статуэтку «Нарцисс, пристально глядящий на своё отражение в воде» был принят в полноправные члены Академии.
В самом начале XVIII века Кристоф-Габриэль Аллегрен переехал в парижский район Марe, на улицу дю Ремпар (ныне улица Мезле), где устроил свою мастерскую. Среди художников, у которых тогда была мастерская на этой же улице, были скульптор Робер Ле Лоррен, а также Жан-Батист Пигаль, его сотрудник, на сестре которого Женевьеве Шарлотте Пигаль (1713 — до 1744) Кристоф Габриэль женился.
7 июля 1759 года, вместо скончавшегося 12 мая Ламбера Сигиберта Адама Аллегрен был назначен профессором скульптуры в Королевской академии, а в 1781 году его сменил Луи Жан-Жак Дюрамо.
Кристоф Габриэль воспитал несколько учеников, среди которых были его сын, а также Франсуа Мильомм и Феодосий Щедрин.

## Творчество
Принято считать, что Аллегрен «умерил неоклассический стиль очарованием и мягкостью рококо под влиянием своего гораздо более известного зятя Жана-Батиста Пигаля». Его самая известная работа, мраморная купальщица (La Baigneuse), была заказана Аллегрену для королевских резиденций через Ведомство королевских построек (Bâtiments du Roi) в 1755 году; эскиз скульптуры был показан на Салоне 1757 года. Когда готовый мрамор был наконец выставлен на Салоне 1767 года, он вызвал восторженные отклики. В 1772 году король Людовик XV подарил это произведение мадам дю Барри для её замка Лувесьен, где недавно был выстроен знаменитый павильон, отразивший новую моду на неоклассицизм.
После смерти короля в 1776 году Дюбарри заказала Аллегрену парную скульптуру, обе были представлены в ландшафтном саду как «Венера» и «Диана» и представляли собой аллегорию её прошлой чувственной любви и настоящего целомудренного состояния (ныне скульптуры хранятся в Лувре.) В последующее время стали популярными миниатюрные реплики статуй из патинированной бронзы, их часто воспроизводили на протяжении девятнадцатого века: в 1860 году, когда Братья Гонкур упомянули «утончённые ноги Дианы Аллегрен», читатели поняли, о каком образе идёт речь.
Ряд работ Аллегрен осуществил совместно со своим родственником скульптором Жаном-Батистом Пигалем, в частности, памятник Людовику XV (закончен в 1765 г.) и скульптуры для мавзолея в Страсбурге (1753). Аллегрен писал также пейзажи и картины на мифологические сюжеты.

## Галерея

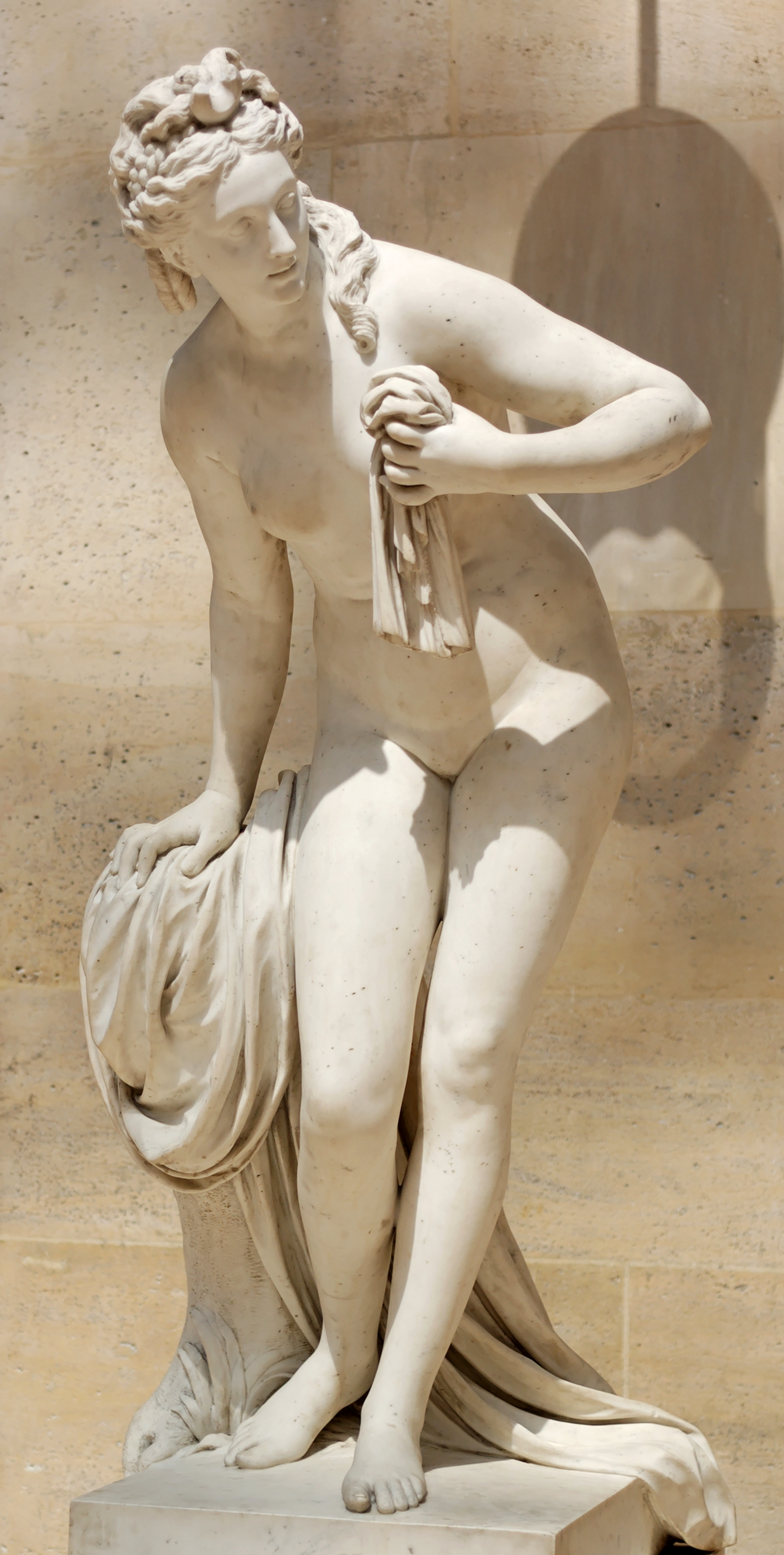
Диана, испуганная Актеоном. 1778. Мрамор. Лувр, Париж
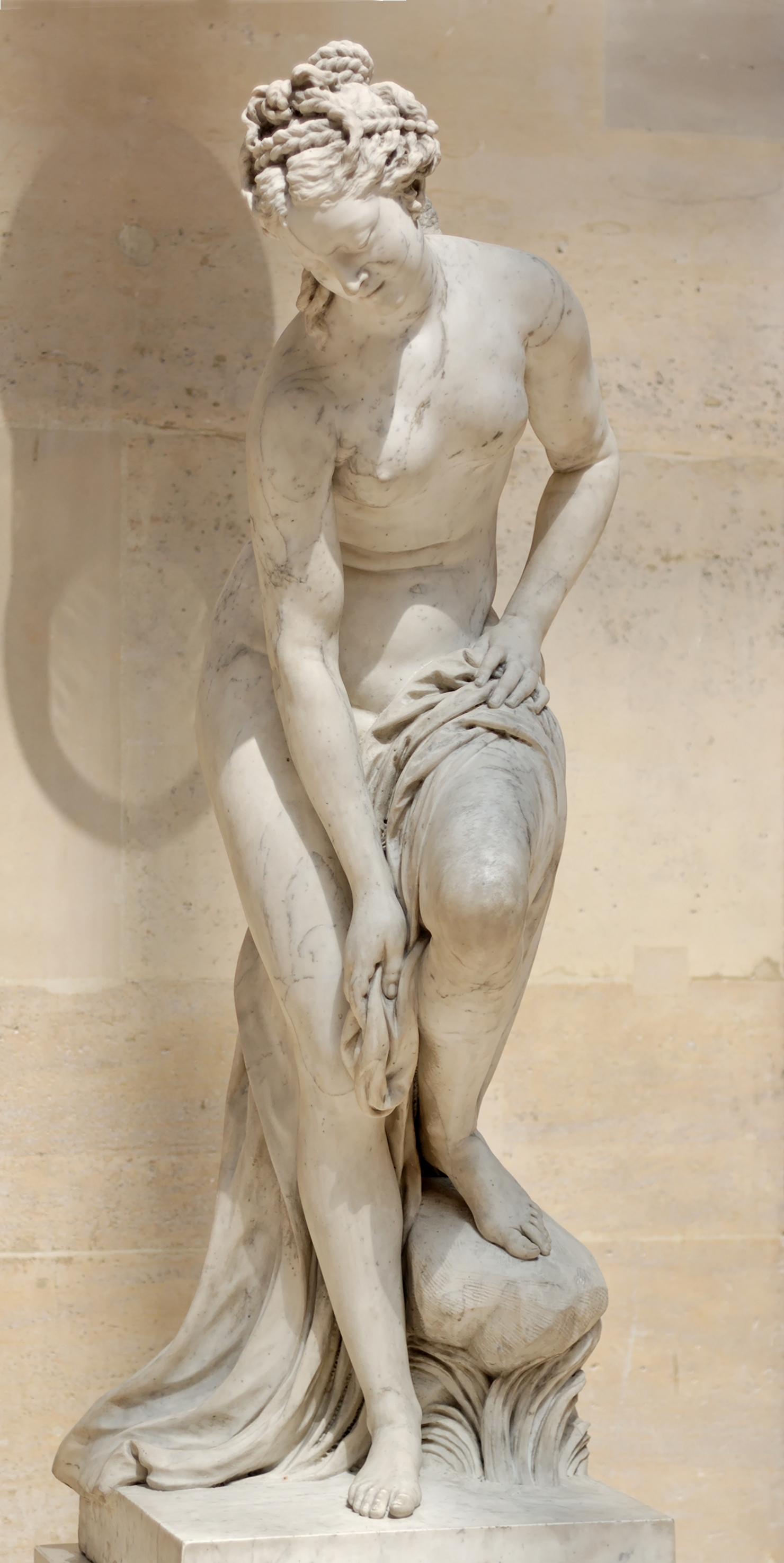
Купальщица, или Венера, принимающая ванну. 1767. Мрамор. Лувр, Париж
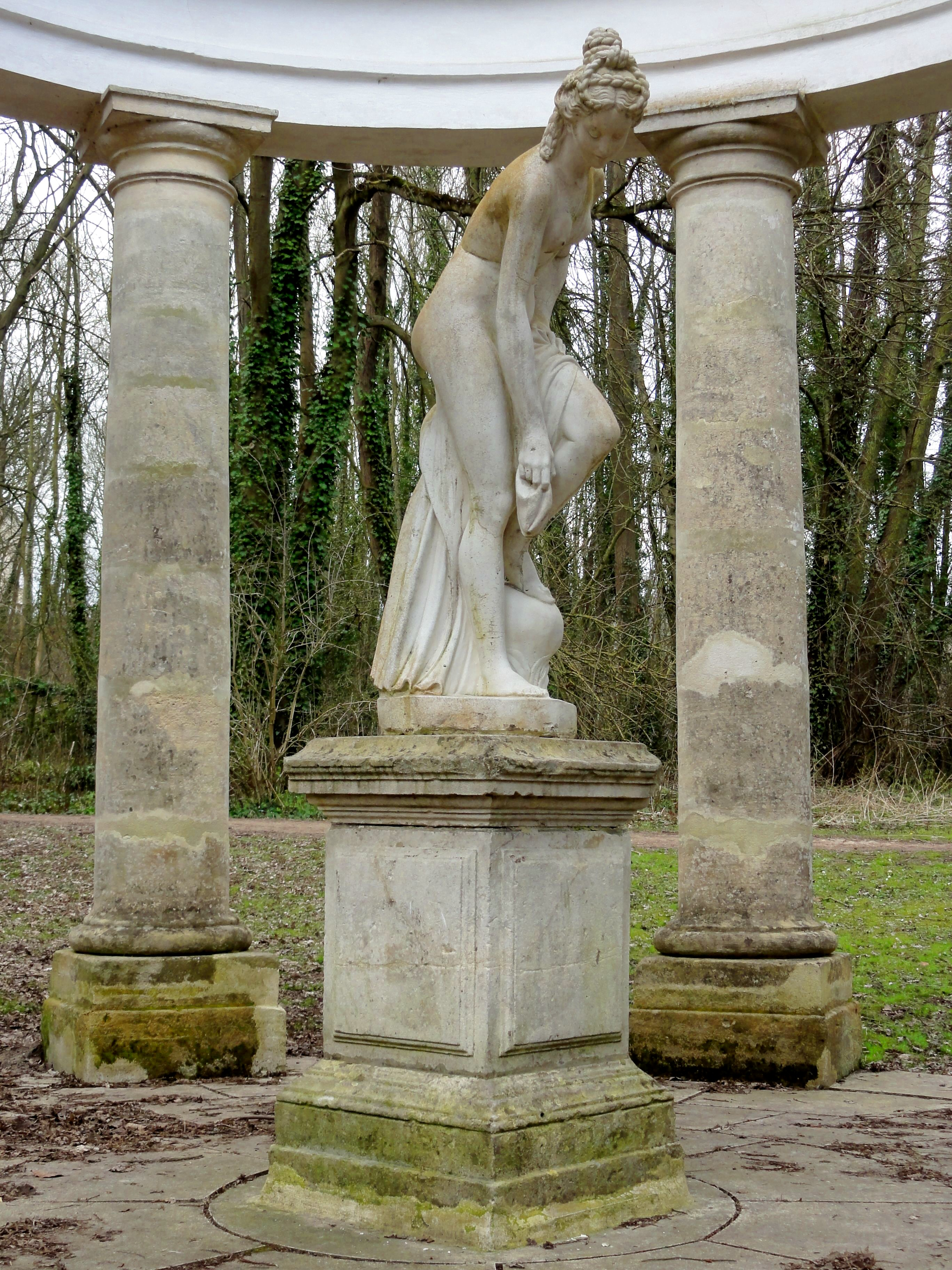
Копия скульптуры «Купальщица» в «Храме Любви» (temple d'Amour). Шато де Груши (Валь де Уаз)